# 468581 Maiajasperwhite
468581 Maiajasperwhite è un asteroide della fascia principale. Scoperto nel 2007, presenta un'orbita caratterizzata da un semiasse maggiore pari a 2,6808721 au e da un'eccentricità di 0,2087051, inclinata di 13,57373° rispetto all'eclittica.